# Lendava (stacja kolejowa)
Lendava – stacja kolejowa w miejscowości Lendava, w regionie Prekmurje, w Słowenii. Została otwarta w 1924 r.
Stacja jest zarządzana przez SŽ-Infrastruktura.

## Linie kolejowe
- Mursko Središće – Lendava